# Monument Bartholdi
Le monument Bartholdi est situé à Colmar, dans le département français du Haut-Rhin.

## Localisation
La statue est située avenue Raymond-Poincaré à Colmar, dans un parc, à côte de la cour d'appel.

## Historique
Elle représente le sculpteur colmarien Auguste Bartholdi.
Le bas-relief de gauche représente Pictura et Verbum, celui de droite la Sculpture et l'Architecture.

## Architecture
Le piédestal est en granit rose et la statue en bronze a été construite en 1907 par Hubert Louis Noël et Auguste Rubin. Elle a été inaugurée le 26 mai de la même année.